# راج کومار گوپتا
راج کومار گوپتا (انگلیسی: Raj Kumar Gupta، زاده ۱۹۷۶) کارگردان و فیلم‌نامه‌نویس اهل کشور هند است.
وی کارگردان فیلم‌هایی همچون عامر، هیچ کس جسیکا را نکشت بوده است.